# Билет, который лопнул
«Билет, который лопнул» (англ. The Ticket That Exploded) — роман Уильяма Берроуза, вторая часть трилогии, куда вошли также романы «Мягкая машина» и «Нова экспресс». Впервые книга была издана в 1962 году издательством Olympia Press, а в 1967 году она вышла в США в издательстве Grove Press. Как и остальные книги трилогии наряду с их «приквелом», романом «Голый завтрак», «Билет, который лопнул» написан в технике cut-up.
Тематика романа является продолжением идей «Мягкой машины» — в ней описывается манипулирование сознанием психическим, электронным, сексуальным, подсознательным и другими способами. Для понимания идей Берроуза данная книга является ключевой — в ней в полной мере разъясняются и основы техники cut-up, и его идея о языке как вирусе. Также в «Билете, который лопнул» Берроуз упоминает свою теорию социальной революции с помощью технологий, позже раскрытую им в эссе «Электронная революция».

## Сюжет
В «Билете, который лопнул» агент Ли продолжает попытки найти и уничтожить методы тайного контроля над сознанием людей, которые использует зловещая организация — «Банда Нова» (англ. Nova Mob), целью которой является уничтожение Земли.

## Факты
- Как и остальные книги трилогии, «Билет, который лопнул» существенно повлиял на становление и развитие жанра киберпанка.
- Методика cut-up получила значительное применение в экспериментальной рок- и электронной музыке. Ей пользовались при написании текстов к своим совместным песням Дэвид Боуи и Брайан Ино. Описанная в «Билете» техника создания аудиозаписей из обрывков других, в соответствии с техникой cut-up, применялась такими музыкантами, как Negativland, Джон Освальд, Дженезис Пи-Орридж.
- Известный диджей DJ Spooky взял себе псевдоним «That Subliminal Kid» в честь одного из членов Полиции Нова. После распада группы Hüsker Dü Грант Харт основал группу The Nova Mob. В честь самой книги назвался вокальный дуэт The Ticket That Exploded.
- Игги Поп в одной из самых своих известных песен, «Lust for Life», использовал строчку из «Билета» — «That’s like hypnotizing chickens»[1].